# ترنر و هوک
ترنر و هوک (به انگلیسی: Turner & Hooch) یک فیلم پلیسی کمدی متروکالر، محصول سال ۱۹۸۹ آمریکا با بازی تام هنکس و سگی به نام بیسلی است که نقش شخصیت کارآگاه اسکات ترنر و سگش هوک را ایفا می‌کنند.

## بازیگران
- تام هنکس در نقش کارآگاه اسکات ترنر
- بیسلی سگه در نقش هوچ
- مر وینینگام در نقش دکتر امیلی کارسون
- کریگ تی. نلسن در نقش کلانتر هاوارد هاید
- رجینالد ول‌جانسون در نقش کارآگاه دیوید سوتون
- اسکات پولین در نقش زک گرگوری
- جی.سی. کویین در نقش والتر بویت
- جان مک‌اینتایر در نقش آموس رید